# Desmopachria ferrugata
Desmopachria ferrugata är en skalbaggsart som beskrevs av Régimbart 1895. Desmopachria ferrugata ingår i släktet Desmopachria och familjen dykare. Inga underarter finns listade i Catalogue of Life.